# 长岭府
长岭府，中国古代的府。

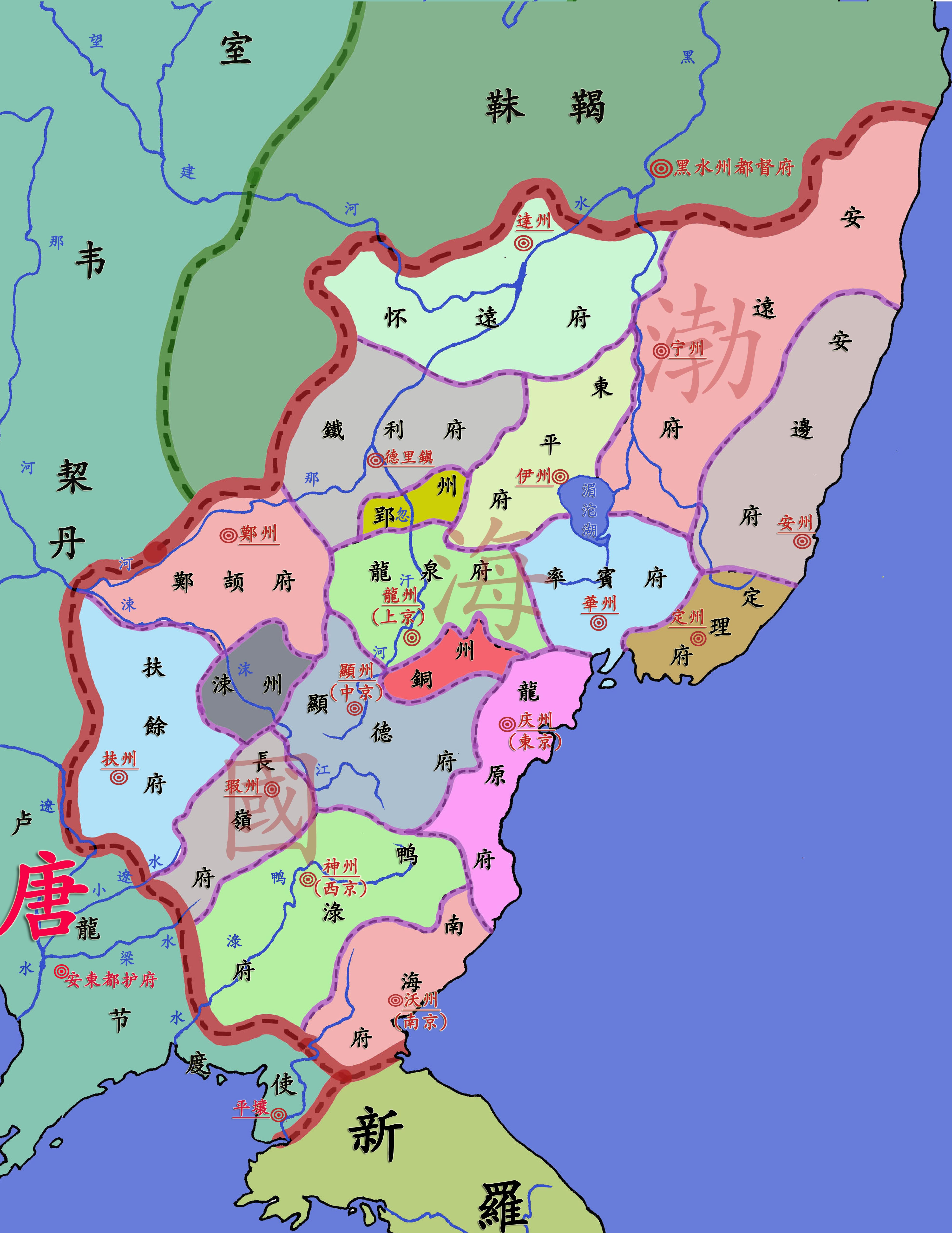
渤海國行政區劃

渤海国置，治所在今吉林省桦甸市南苏密城。因长岭（今吉林省哈达岭）得名。下辖河州、瑕州（长岭府治所）。辖境约当今吉林桦甸市、磐石市、靖宇县、辉南县、东丰县、梅河口市、柳河县，辽宁新宾满族自治县、清原满族自治县等地区。926年三月戊午，夷离毕康默记、左仆射韩延徽攻长岭府。辽国沿置，后废。 